# Martini (vermouth)
 For alternative betydninger, se Martini. (Se også artikler, som begynder med Martini)
Martini er et mærke af italienske drinks, der er navngivet efter Martini & Rossi Distilleria Nazionale di Spirito di Vino i Torino. Selskabet blev grundlagt i 1863 under navnet Martini, Sola & Cia.
I dag er Martini en del af Bacardi-koncernen.

## Typer
- Martini Rosso – 1863
- Martini Extra Dry – launched on New Year's Day 1900
- Martini Bianco – 1910
- Martini Rosato – 1980
- Martini D’Oro – 1998
- Martini Fiero – 1998 – new 2017
- Martini Soda
- Martini Riserva Montelera
- Martini Bitter – 1872
- Martini Brut
- Martini Rosé demi sec – 2009
- Martini Dolce
- Martini Prosecco
- Martini Asti
- Martini Gold by Dolce&Gabbana – 2010
- Martini Royale – 2012
- Martini Gran Lusso Limited Edition 150 years – 2013
- Martini Riserva Speciale Ambrato – 2015
- Martini Riserva Speciale Rubino – 2015
- Martini Riserva Speciale Bitter – 2017